# Aníbal 5
Aníbal 5 es una serie de historietas creada por el chileno Alejandro Jodorowsky y el mexicano Manuel Moro en 1966 para la editorial Temporae. Fue el primer cómic de su guionista, quien muchos años después realizaría Aníbal Zinq (Anibal Cinq, 1990-1992), con el dibujante francés George Bess.
Su protagonista homónimo, cuya apariencia se basa en la del actor Jorge Rivero, es un cyborg que trabaja para la Agencia Latino-Americana de Defensa (ALAD).

## Trayectoria editorial
La serie se compone de solo seis cuadernos quincenales:
| Número     | Título                           | Fecha |
| ---------- | -------------------------------- | ----- |
| 1          | «Amenaza de las mujeres topo»    | —     |
| Argumento: |                                  |       |
| 2          | «Las cinco muertes de Aníbal 5»  | —     |
| Argumento: |                                  |       |
| 3          | «El cementerio de los satélites» | —     |
| Argumento: |                                  |       |
| 4          | «El hombre-mujer»                | —     |
| Argumento: |                                  |       |
| 5          | «La risa del canguro»            | —     |
| Argumento: |                                  |       |
| 6          | «Las momias románticas»          | —     |
| Argumento: |                                  |       |

Temporae dejó entonces de publicarla, al parecer por problemas de distribución.

## Valoración
El teórico Luis Gasca la consideraba, en 1969, la mejor historieta de ciencia ficción de los años 60.